# Caisse des dépôts et consignations
Caisse des dépôts et consignations (Fondul de Depozite și Consemnațiuni) este o instituție financiară a sectorului public francez, creată în 1816 și care face parte din instituțiile guvernamentale aflate sub controlul Parlamentului. Adesea descrisă drept „brațul de investiții” al statului francez, este definit în Codul Monetar și Financiar francez ca un „grup public care servește interesul public” și un „investitor pe termen lung” . Din 2017, Éric Lombard a ocupat funcția de director general.

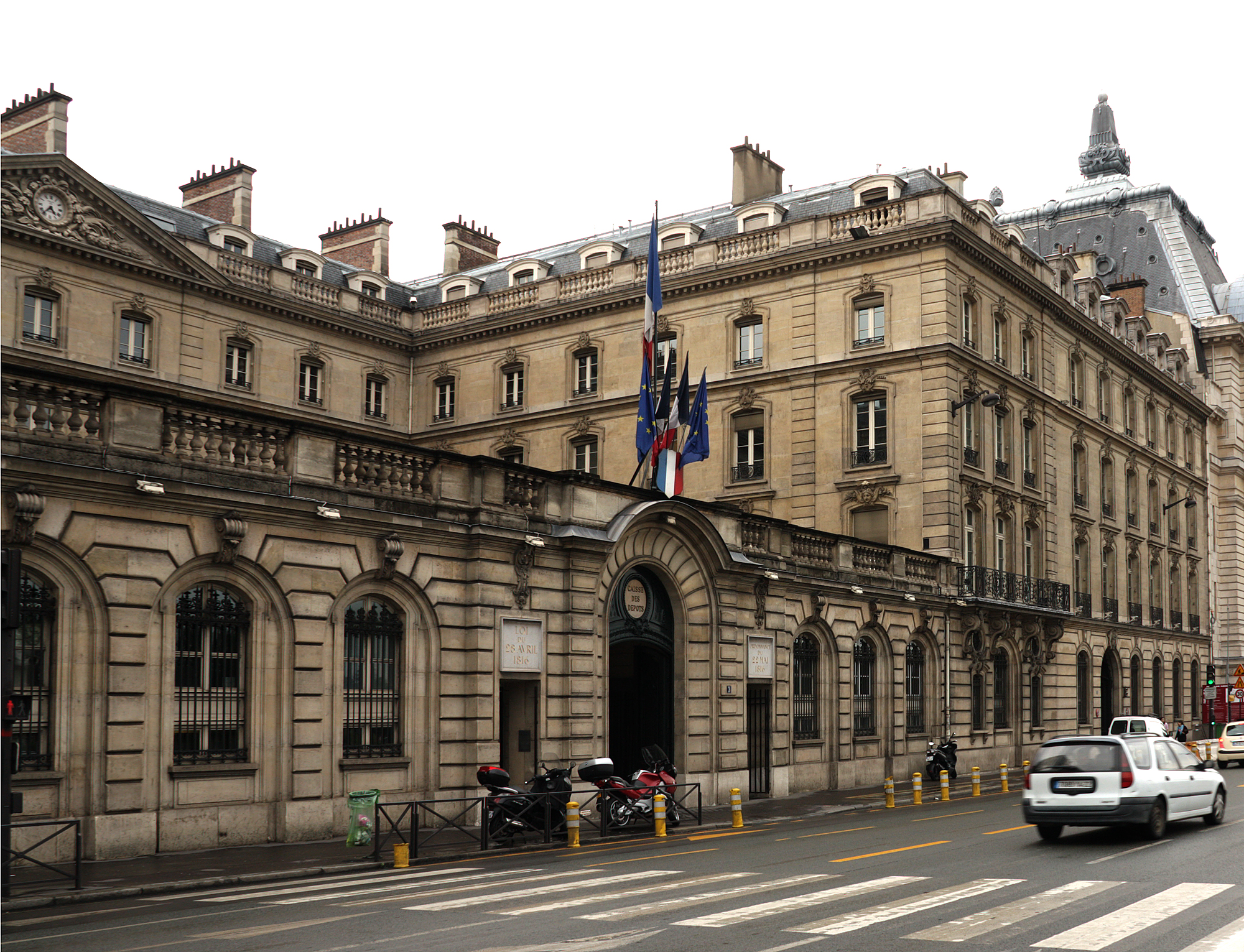
Caisse des dépôts et consignations

## Legături externe
- Official website
- Corporate website